# Black Magic
Black Magic es el yate con el número de vela distintivo NZL 32 de la Clase Internacional Copa América.
Navegó bajo pabellón neozelandés y perteneció al equipo Team New Zealand, del Real Escuadrón de Yates de Nueva Zelanda.
En 1995, en San Diego (California), venció en las Challenger Selection Series (Copa Louis Vuitton), derrotando en la final al "One Australia" por 5 a 1, y en la 29 edición de la Copa América, al vencer al representante del Club de Yates de San Diego, por 5 a 0.
Tiene un yate gemelo, el "Black Magic II" (NZL 38), que también disputó alguna de las regatas iniciales de la Copa Louis Vuitton, hasta que el equipo Team New Zealand decidió que el Black Magic era más rápido y lo eligió para el resto de la Copa Louis Vuitton y la totalidad de las regatas de la Copa América.
En julio de 2002 fue donado al Voyager New Zealand Maritime Museum de Auckland, donde se exhibe en la actualidad.

## Datos
- Número de vela: NZL 32
- Nombre: Black Magic
- Club: Real Escuadrón de Yates de Nueva Zelanda
- Pabellón: Nueva Zelanda
- Propietario: Team New Zealand
- Constructor: Mc Mullen & Wing Yard
- Velas: North Sails
- Diseño: Tom Schnackenberg
- Patrón: Russell Coutts
- Construido: 1993
- Botadura: septiembre de 1993
- Material del casco: Fibra de carbono
- Tripulantes: 16
- Eslora: 24.24
- Eslora de flotación: 18.04
- Manga: 4.05
- Desplazamiento: 24.7
- Clase: IACC

- Datos: Q9048360
- Multimedia: NZL-32 (ship, 1993) / Q9048360